# Aeroportul Asau
Aeroportul Asau (IATA: AAU, ICAO: NSAU) este un aeroport din Vaisigano⁠(d), Samoa ce deservește zona Asau⁠(d).
Situat la o altitudine de 2 m, aeroportul dispune de 1 pistă.

## Infrastructură

### Piste
Aeroportul dispune de o singură pistă. Pista 08/26 are suprafața de asfalt și dimensiunile 640 m × 15 m. 